# Sesamia uniformis
Sesamia uniformis är en fjärilsart som beskrevs av Dudgeon. Sesamia uniformis ingår i släktet Sesamia och familjen nattflyn. Inga underarter finns listade i Catalogue of Life.